# شونبرگ (زاکسونی)
شونبرگ (به آلمانی: Schönberg) یک شهر در آلمان است که در Zwickau (district) واقع شده‌است. شونبرگ ۱٬۰۰۳ نفر جمعیت دارد.